# Vodoteč
Vodoteč falu Horvátországban, Lika-Zengg megyében. Közigazgatásilag Brinjéhez tartozik.

## Fekvése
Zenggtől 20 km-re (közúton 40 km-re) északkeletre, községközpontjától  8 km-re északnyugatra, a Lika északnyugati részén, Velebit és a Nagy-Kapela hegység között a Gacko polje karsztmező északnyugati szélén fekszik.

## Története
A szerb többségű település a 17. század közepén keletkezett amikor Zrínyi Péter horvát bán pravoszláv vallású vlahokat telepített Brinje környékére. Lakói a letelepítés fejében a török elleni harcokban katonai szolgálatot láttak el. A település a katonai határőrvidék részeként az otocsáni ezred brinjei századához tartozott. 1765-ben a brinjei és a jezeroi századot elválasztottrák az otocsáni ezredtől és az ogulini ezred parancsnoksága alá rendelték. Ez a beosztás a határőrvidékek megszüntetéséig 1881-ig fennmaradt. 1857-ben 2395, 1910-ben 3257 lakosa volt. 1881-ben megszüntették a katonai határőrvidékeket és integrálták őket a polgári közigazgatásba. Mihály arkangyal tiszteletére szentelt szerb ortodox temploma 1894-ben épült. Ikonosztázát 1895-96-ban korának neves építésze Hermann Bollé készítte. A templomot a II. világháborúban az usztasák lerombolták, csak az alapfalai maradtak meg. A trianoni békeszerződésig terjedő időszakban előbb Lika-Korbava vármegye Zenggi járásához, majd 1892-től a Brinjei járáshoz tartozott. Ezt követően előbb a Szerb–Horvát–Szlovén Királyság, majd Jugoszlávia része lett. Jugoszlávia felbomlása után 1991-ben a független Horvátország része lett. 2011-ben a településnek 69 lakosa volt.

## Lakosság
| Lakosság változása | Lakosság változása | Lakosság változása | Lakosság változása | Lakosság változása | Lakosság változása | Lakosság változása | Lakosság változása | Lakosság változása | Lakosság változása | Lakosság változása | Lakosság változása | Lakosság változása | Lakosság változása | Lakosság változása | Lakosság változása |
| ------------------ | ------------------ | ------------------ | ------------------ | ------------------ | ------------------ | ------------------ | ------------------ | ------------------ | ------------------ | ------------------ | ------------------ | ------------------ | ------------------ | ------------------ | ------------------ |
| 1857               | 1869               | 1880               | 1890               | 1900               | 1910               | 1921               | 1931               | 1948               | 1953               | 1961               | 1971               | 1981               | 1991               | 2001               | 2011               |
| 2.395              | 2.602              | 2.619              | 3.093              | 3.189              | 3.257              | 3.234              | 2.817              | 924                | 939                | 682                | 374                | 272                | 181                | 98                 | 69                 |